# 教義史
教義史（きょうぎし、ドイツ語: Dogmengeschichte）とは、キリスト教の教義・教理の批判的研究である。教理史とも訳されている。

## 歴史
批評的教義史は自由主義神学（リベラリズム）によって確立された。ヨハン・フリードリヒ・ヴィルヘルム・イェルーザレムがその創始者である。イェルーザレムは両性説（まことの神、まことの人）や三位一体の教理・教義は聖書に無いとする。
アドルフ・フォン・ハルナックは、キリスト論、受肉の教理・教義をヘレニズム由来としている。
G.S.シュタインバートは、代償的贖罪の教理、原罪についてのアウグスティヌスの教理、贖い、キリストの義の転嫁の教理が「恣意的仮説」であると結論した。